# Acide benzènesulfonique
L'acide benzènesulfonique, de formule chimique C6H5SO3H est un acide organique composé d'un noyau benzénique et d'une fonction acide sulfonique. C'est un acide fort dans l'eau, produit par sulfonation aromatique du benzène.

## Historique
L'acide benzènesulfonique fut obtenu pour la première fois par Eilhard Mitscherlich en chauffant le benzène avec l'acide sulfurique en 1834. Ce fut un des principaux réactifs pour la production du phénol jusque dans les années 1960 via le procédé de fusion alcaline.

## Propriétés physico-chimiques
Il est très soluble dans l'eau et les alcools, faiblement soluble dans le benzène et insoluble dans le diéthyléther ou le disulfure de carbone.
Il réagit avec le benzène en présence de trioxyde de soufre pour former le diphénylsulfonyle via une réaction de Friedel-Crafts :
{\displaystyle {\rm {C_{6}H_{5}-SO_{3}H+C_{6}H_{6}\ {\xrightarrow[{}]{SO_{3}}}\ C_{6}H_{5}-SO_{2}-C_{6}H_{5}+H_{2}SO_{4}}}}
La réaction avec les hydroxydes alcalins donne les phénolates métalliques correspondants :
{\displaystyle {\rm {C_{6}H_{5}-SO_{3}Na+2NaOH\ \rightarrow \ C_{6}H_{5}ONa+Na_{2}SO_{3}+H_{2}O}}}

## Utilisation
L'acide benzènesulfonique est utilisé comme intermédiaire dans la synthèse de pigments et comme catalyseur acide.

## Production et synthèse
Par sulfonation à l'aide d'acide sulfurique :
{\displaystyle {\rm {Ar-H+H_{2}SO_{4}\ \rightarrow \ Ar-SO_{3}H+H_{2}O}}}
Un excès d'environ 45 % d'acide sulfurique est nécessaire comme solvant et pour réduire les réactions parasites conduisant à la formation de composés sulfonyles. 
Le procédé moderne de synthèse utilise le trioxyde de soufre au lieu de l'acide sulfurique via l'oléum.

## Sécurité
L'acide benzènesulfonique est un produit très corrosif qui doit être manipulé avec précautions. Il se décompose par chauffage en produisant des composés soufrés toxiques.